# Leyendas del mañana
Leyendas del Mañana (en inglés: DC's Legends of Tomorrow o simplemente Legends of Tomorrow) es una serie de televisión creada por Greg Berlanti, Andrew Kreisberg y Marc Guggenheim. La serie es un spin-off de Arrow y The Flash, por lo cual comparten el mismo universo de ficción. Fue estrenada el 21 de enero de 2016. Los miembros del elenco de larga data incluyen a Caity Lotz, Dominic Purcell, Amy Pemberton, Brandon Routh, Maisie Richardson-Sellers, Nick Zano, Tala Ashe, Jes Macallan y Matt Ryan.
El 2 de abril de 2018, se anunció la renovación de la serie para una cuarta temporada, que se estrenó el 22 de octubre de 2018. El 31 de enero de 2019, The CW renovó la serie para una quinta temporada, que se estrenó el 21 de enero de 2020. El 7 de enero de 2020, The CW renovó la serie para una sexta temporada, que se estrenó el 2 de mayo de 2021. El 3 de febrero de 2021, la serie fue renovada para una séptima temporada. En abril de 2022, la serie fue cancelada tras siete temporadas.

## Argumento
En la primera temporada, después de haber visto el futuro, el viajero del tiempo Rip Hunter tratará desesperadamente de evitarlo logrando la tarea de reunir a un dispar grupo de héroes y villanos para enfrentar una amenaza imparable, en la que no solo la seguridad del planeta está en juego sino el tiempo mismo.
En la segunda temporada, después de la derrota del villano inmortal Vandal Savage y los corruptos Maestros del Tiempo que actuaron en connivencia con él, surge una nueva amenaza. El Dr. Nate Heywood, un historiador no convencional y encantador, se ve inmerso en la acción al momento de realizar un descubrimiento sorprendente - las Leyendas se encuentran dispersos en el tiempo. Nate tiene que encontrar una manera de rescatar al equipo de héroes y villanos, incluyendo al multimillonario inventor Ray Palmer, que ha creado un exo-traje con el poder para reducir al minúsculo tamaño, como Atom; Sara Lance, Canario Blanco, una asesina entrenada, el profesor Martin Stein y Jefferson «Jax» Jackson, que en conjunto forman al meta-humano Firestorm; y Mick Rory, también conocido como Ola de Calor, un criminal pirómano. Cuando las Leyendas se encuentran con la JSA (la Sociedad de la Justicia de América, la precursora de la Liga de la Justicia de DC) en la década de 1940, Amaya Jiwe, también conocida como Vixen, se une al equipo. Mientras que los reúne, se cierne un misterio - el destino del excapitán Rip Hunter. Una vez reunidos, las Leyendas continúan su nueva misión de proteger a la línea de tiempo de aberraciones temporales - Cambios inusuales en la historia que se generan consecuencias potencialmente catastróficas.- Cuando Nate, el nieto del miembro de la SJA Comandante Acero, se encuentra inesperadamente a sí mismo con poderes, que debe superar su propia inseguridades y encontrar el héroe dentro de sí mismo. en última instancia, las Leyendas se enfrentarán con los enemigos del pasado y del presente, para salvar al mundo de una misteriosa y nueva amenaza.
En la tercera temporada, después de la derrota de Eobard Thawne y su igualmente nefasta Legión del Mal, las Leyendas se enfrentan a una nueva amenaza creada por sus acciones al final de la temporada pasada. Al regresar a un momento en el que ya habían participado, han fracturado esencialmente la Cronología y creó anacronismos —una dispersión de personas, animales y objetos a través del tiempo—. Nuestro equipo debe encontrar una manera de devolver todos los anacronismos a sus líneas de tiempo originales antes de que el tiempo se desmorone. Pero antes de que nuestras Leyendas puedan volver a la acción, Rip Hunter y su recién creado Buró del Tiempo llaman a sus métodos en cuestión. Con el Buró del Tiempo efectivamente como los nuevos sheriffs en la ciudad, las Leyendas se disuelven —hasta Mick Rory está en medio de sus merecidas vacaciones en Aruba—. Como una oportunidad para continuar sus heroicos viajes en el tiempo, Sara no pierde tiempo en reunir a las Leyendas de nuevo juntos. Nos reunimos con el inventor multimillonario Ray Palmer, el historiador no convencional convertido en superhéroe Nate Heywood, y el profesor Martin Stein y Jefferson «Jax» Jackson, quienes juntos forman al metahumano Firestorm. Una vez reunidos, las Leyendas desafiarán la autoridad de la Oficina del Tiempo sobre la línea de tiempo e insisten en que por muy sucios que sean sus métodos, algunos problemas están más allá de las capacidades de la Oficina. Algunos problemas solo pueden ser resueltos por las Leyendas.
En la cuarta temporada, luego de haber vencido a Mallus, el detective de lo oculto, John Constantine, se une al equipo para ayudarlos a cazar fugitivos mágicos que se han esparcido a lo largo de la línea de tiempo después de la batalla del equipo con Mallus. En el proceso, finalmente descubren que los eventos que rodean a las criaturas han sido orquestados por el demonio Neron, a quien Constantine se ha enfrentado antes. A las Leyendas se une la cambiaformas Charlie, que se queda atrapada en la forma física de Amaya después de perder sus poderes, Mona Wu, que tiene la capacidad de convertirse en un Kaupe, y una Nora reformada, que se convierte en un hada madrina.
En la quinta temporada, tras derrotar a Nerón y a su malvada pareja, el hada Madrina, Astra Logue resucita a varias figuras históricas malvadas llamadas Encores (bisllanos en España) para vengarse de Constantine por enviarla al infierno. En medio de los esfuerzos de las Leyendas para detenerla, se revela que Charlie es Clotho, de las Moiras, y sus hermanas, Atropos y Lachesis, buscan vengarse de ella por destruir el Telar del Destino. Debido a las distorsiones del tiempo de su batalla final con Neron, Zari fue reemplazada por su hermano, Behrad Tarazi, antes de que él y Nate la ayudaran a reunirse con ellos. Mientras Mona, Ray, Nora y Charlie dejan las Leyendas para vivir sus vidas, Ava y el exagente de la Oficina del Tiempo, Gary Green, se unen al equipo después de que la Oficina se cierra y Sara es abducida por extraterrestres.
En la sexta temporada, se revela que Sara fue secuestrada por Gary y su prometida Kayla. La abducción de Sara fue orquestada por un científico llamado Bishop, quien creó a los clones Ava del futuro. Él planea crear a una guerrera perfecta copiando el ADN y los recuerdos de Sara y combinándolos con otros extraterrestres. Mientras intenta escapar de la nave, Sara libera accidentalmente extraterrestres a lo largo de la línea de tiempo, incluida Kayla, con quien Mick se involucra románticamente. Para encontrar a Sara, las Leyendas reclutan a Esperanza «Spooner» Cruz, una ermitaña fuera de la red que puede comunicarse telepáticamente con extraterrestres, mientras repelen las invasiones extraterrestres a lo largo de la historia de la Tierra. Bishop luego va tras la Fuente del Imperio que restauraría los poderes de Constantine solo para traicionarlo y destruirlo para que los Zaguron invadan la Tierra, pero las Leyendas lo reviven y derrotan a Bishop con la ayuda de una versión pasada de Bishop. Al final Mick, que ahora tiene varios hijos con Kayla, decide dejar las Leyendas y un duplicado de la Waverider destruye la nave original, dejando varadas a las Leyendas en 1925 en Texas.

## Elenco y personajes
| Intérprete                | Personaje                     | Temporada | Temporada  | Temporada  | Temporada  | Temporada  | Temporada  | Temporada  |
| Intérprete                | Personaje                     | 1         | 2          | 3          | 4          | 5          | 6          | 7          |
| ------------------------- | ----------------------------- | --------- | ---------- | ---------- | ---------- | ---------- | ---------- | ---------- |
| Victor Garber             | Martin Stein / Firestorm      | Principal | Principal  | Principal  |            |            |            | Invitado   |
| Brandon Routh             | Ray Palmer / Atom             | Principal | Principal  | Principal  | Principal  | Principal  |            | Invitado   |
| Arthur Darvill            | Rip Hunter                    | Principal | Principal  | Recurrente |            |            |            | Invitado   |
| Caity Lotz                | Sara Lance / White Canary     | Principal | Principal  | Principal  | Principal  | Principal  | Principal  | Principal  |
| Franz Drameh              | Jefferson Jackson / Firestorm | Principal | Principal  | Principal  |            |            |            | Invitado   |
| Ciara Renée               | Kendra Saunders / Hawkgirl    | Principal |            |            |            |            |            |            |
| Falk Hentschel            | Carter Hall / Hawkman         | Principal |            |            |            |            |            | Invitado   |
| Amy Pemberton             | Gideon                        | Principal | Principal  | Principal  | Principal  | Principal  | Principal  | Principal  |
| Dominic Purcell           | Mick Rory / Heat Wave         | Principal | Principal  | Principal  | Principal  | Principal  | Principal  | Doble      |
| Wentworth Miller          | Leonard Snart / Captain Cold  | Principal | Recurrente |            |            |            |            | Invitado   |
| Wentworth Miller          | Leo Snart / Citizen Cold      |           |            | Invitado   |            |            |            |            |
| Matt Letscher             | Eobard Thawne / Reverse-Flash |           | Principal  |            |            |            |            | Invitado   |
| Maisie Richardson-Sellers | Amaya Jiwe / Vixen            |           | Principal  | Principal  |            |            |            |            |
| Maisie Richardson-Sellers | Charlie / Clotho              |           |            |            | Principal  | Principal  | Invitada   |            |
| Nick Zano                 | Nate Heywood / Steel          |           | Principal  | Principal  | Principal  | Principal  | Principal  | Principal  |
| Tala Ashe                 | Zari Tomaz                    |           |            | Principal  | Principal  | Recurrente | Recurrente | Recurrente |
| Tala Ashe                 | Zari Tarazi                   |           |            |            |            | Principal  | Principal  | Principal  |
| Keiynan Lonsdale          | Wally West / Kid Flash        |           |            | Principal  |            |            |            |            |
| Jes Macallan              | Ava Sharpe                    |           |            | Recurrente | Principal  | Principal  | Principal  | Principal  |
| Ramona Young              | Mona Wu                       |           |            |            | Principal  | Recurrente |            |            |
| Courtney Ford             | Nora Darhk                    |           |            | Principal  | Principal  | Principal  |            | Invitada   |
| Matt Ryan                 | John Constantine              |           |            | Recurrente | Principal  | Principal  | Principal  |            |
| Matt Ryan                 | Gwyn Davies                   |           |            |            |            |            |            | Principal  |
| Olivia Swann              | Astra Logue                   |           |            |            | Invitada   | Principal  | Principal  | Principal  |
| LaMonica Garrett          | Mar Novu / The Monitor        |           |            |            | Invitado   |            |            |            |
| LaMonica Garrett          | Mobius / Anti-Monitor         |           |            |            |            | Principal  |            |            |
| Adam Tsekhman             | Gary Green                    |           |            | Recurrente | Recurrente | Recurrente | Principal  | Principal  |
| Shayan Sobhian            | Behrad Tarazi                 |           |            |            | Invitado   | Recurrente | Principal  | Principal  |
| Lisseth Chavez            | Esperanza “Spooner” Cruz      |           |            |            |            |            | Principal  | Principal  |

## Episodios
| Temporada | Temporada | Episodios | Episodios           | Emisión original      | Emisión original        |
| Temporada | Temporada | Episodios | Episodios           | Primera emisión       | Última emisión          |
| --------- | --------- | --------- | ------------------- | --------------------- | ----------------------- |
|           | 1         | 16        | 16                  | 21 de enero de 2016   | 19 de mayo de 2016      |
|           | 2         | 17        | 17                  | 13 de octubre de 2016 | 4 de abril de 2017      |
|           | 3         | 18        | 18                  | 10 de octubre de 2017 | 9 de abril de 2018      |
|           | 4         | 16        | 16                  | 22 de octubre de 2018 | 20 de mayo de 2019      |
|           | 5         | 15        | Especial            | 14 de enero de 2020   | 14 de enero de 2020     |
| 14        | 5         | 15        | 21 de enero de 2020 | 2 de junio de 2020    |                         |
|           | 6         | 15        | 15                  | 2 de mayo de 2021     | 5 de septiembre de 2021 |
|           | 7         | 13        | 13                  | 13 de octubre de 2021 | 2 de marzo de 2022      |

## Producción

### Desarrollo
El 11 de enero de 2015, durante la Gira de prensa de invierno de la Television Critics Association, el presidente de The CW Mark Pedowitz, junto a los creadores de Arrow Greg Berlanti, Marc Guggenheim y Andrew Kreisberg, revelaron que se encuentran en «charlas tempranas» y trabajando en «una idea muy general» sobre una posible serie centrada en Atom/Ray Palmer (Brandon Routh). Sin embargo, el 26 de febrero de 2015, se reveló que la cadena está trabajando en un proyecto que contará con varios personajes de ambas series y será protagonizado por Routh, Victor Garber, Wentworth Miller y Caity Lotz; además de contar con tres nuevos superhéroes.
El 7 de mayo de 2015, el proyecto recibió la orden para desarrollar una serie sin pasar por la etapa del episodio piloto. El 11 de marzo de 2016, la serie fue renovada para una segunda temporada. El 8 de enero de 2017, la serie fue renovada para una tercera temporada, que fue estrenada el 10 de octubre de 2017.

### Casting

#### Temporada 1
Además de Routh, Lotz, Garber y Miller, el 17 de marzo de 2015, se dio a conocer que Dominic Purcell se unía al proyecto retomando el personaje de Mick Rory/Heatwave. El 30 de marzo, se informó que Ciara Renée y Arthur Darvill fueron contratados para interpretar a Kendra Saunders/Chica Halcón y Rip Hunter, respectivamente. También, Franz Drameh fue elegido como Jax Jackson. El 13 de septiembre, se dio a conocer que Jackson serviría como la otra mitad de Firestorm del profesor Stein (Garber).
El 3 de agosto de 2015, se dio a conocer que Falk Hentschel fue elegido para dar vida a Carter Hall/Hombre Halcón. Un día después, fue revelado que Casper Crump interpretaría a Vandal Savage. El 23 de septiembre, Stephanie Corneliussen fue elegida para interpretar a Valentina Vostok en un arco argumental de múltiples episodios. Un día después se reveló que Peter Francis James fue contratado para dar vida al doctor Aldus Boardman, un profesor que ha dedicado su vida a la investigación de la historia de Chayara (Chica Halcón) y el Príncipe Khufu (Hombre Halcón) y su relación con Vandal Savage.
En junio de 2015, Grant Gustin confirmó su aparición en la serie retomando el personaje de Barry Allen/Flash. Durante la Cómic-Con de Nueva de Nueva York en octubre de 2015, se dio a conocer que Neal McDonough interpretaría a Damien Darhk en uno de los episodios de la temporada. El 22 de octubre, se reveló que un personaje basado en Connor Hawke sería introducido en la serie. Mientras tanto, en noviembre de 2015, se dio a conocer que Katie Cassidy y Stephen Amell retomarían sus personajes de Laurel Lance/Canario Negro y Oliver Queen/Flecha Verde, respectivamente. El 2 de diciembre, se confirmó la aparición de Carlos Valdés como Cisco Ramón en la serie.
El 18 de diciembre de 2015 se dio a conocer que Matt Nable retomaría el personaje de Ra's al Ghul que interpretó en Arrow. Una semana más tarde, fue anunciado que Ali Liebert  fue contratada para interpretar a Lindsy Carlisle, una enfermera de la década de 1950 y potencial interés amoroso de Sara Lance.
En enero de 2016, se informó que Jewel Staite fue elegida para vida a Rachel Turner, una genio en robótica que proviene de una familia de inventores. Así mismo, se dio a conocer la intención de introducir a Jonah Hex en uno de los episodios, mismo que estaría centrado en el Viejo oeste, con la posibilidad de aparecer de forma recurrente. El 19 de enero, se reveló que Johnathon Schaech daría vida a dicho personaje.
El 31 de marzo de 2016 se reveló que fue Patrick J. Adams contratado para aparecer en Legends of Tomorrow en un rol sin revelar. El personaje de Adams aparece por primera vez en el final de la primera temporada y será visto de forma recurrente durante la segunda temporada.

#### Temporada 2
El 31 de marzo de 2016 se reveló que fue Patrick J. Adams contratado para aparecer en Legends of Tomorrow interpretando a Rex Tyler. El personaje de Adams apareció por primera vez en el final de la primera temporada y siendo visto de forma recurrente durante la segunda temporada.
El 3 de mayo de 2016 se dio a conocer que durante la segunda temporada de la serie dos nuevos personajes principales serían introducidos: un hombre entre sus tardíos veinte y mitad de los treinta, que creció bajo la sombra de su abuelo quien fuera un héroe de la Segunda Guerra Mundial; y una mujer afroamericana miembro de un equipo paramilitar de la década de 1940. El 19 de mayo, se dio a conocer que Ciara Renée y Falk Hentschel no volverían para la segunda temporada de la serie.
El 7 de Junio se dio a conocer que la serie introduciría una nueva versión de Vixen que no sería interpretada por Megalyn Echikunwoke debido a compromisos adquiridos con anterioridad por la actriz, quien sí continuaría prestando su voz para la serie animada. El 15 de Junio se informó que Nick Zano fue elegido para interpretar al doctor Nate Heywood, nieto de Commander Steel, quien fuera miembro de la Sociedad de la Justicia de América. El 23 de Junio, se dio a conocer que Maisie Richardson-Sellers interpretaría a Amaya Jiwe, que al igual que su nieta Mari McCabe (Echikunwoke), sus poderes se derivan del tótem Tantu.
El 23 de julio de 2016, durante la Convención Internacional de Cómics de San Diego se dio a conocer la participación de Matt Letscher como parte del elenco principal, de Neal McDonough como parte del elenco recurrente y de John Barrowman y Wentworth Miller -quienes han firmado para aparecer en todas las series del Arrowverso con estatus de principal- retomando los personajes que interpretan en Arrow y The Flash respectivamente, formando un grupo de supervillanos conocido como la Legión de la Muerte. También se anunció la incorporación de Obsidian, Commander Steel, Stargirl y el Doctor Medianoche. Asimismo se reveló que Stephen Amell aparecería en el primer episodio y que Johnathon Schaech volvería para interpretar a Jonah Hex en el sexto episodio.
El 4 de Agosto se reveló que Matthew MacCaull fue elegido para interpretar a Henry Heywood/Commander Steel. Cuatro días después Sarah Grey fue anunciada como la intérprete de Courtney Whitmore/Stargirl. El 11 de Agosto se dio a conocer que Lance Henricksen fue elegido para interpretar a Todd Rice/Obsidian.

#### Temporada 3
El 6 de junio de 2017, se anunció que Tala Ashe fue contratada para interpretar a Zari Adrianna Tomaz, como parte del elenco principal de la serie. El 14 de Junio se reveló que Billy Zane aparecería como estrella invitada en un episodio interpretando a P. T. Barnum.
El 22 de Julio, durante la Cómic-Con de 2017 se dio a conocer que Neal McDonough fue promovido al elenco principal de serie. Asimismo, se anunció que Wentworth Miller y Arthur Darvill aparecerían de forma recurrente durante la temporada. El 1 de agosto, se anunció que Jes Macallan fue contratada para aparecer de forma recurrente interpretando a la agente especial Ava Sharpe, quien trabaja para el Buró del Tiempo, organización dedicada a regular los viajes en el tiempo y proteger la historia. Dos días después se dio a conocer que Joy Richardson -madre de Maisie Richardson-Sellers- fue contratada para aparecer en un episodio como una mujer del pasado de Amaya (Richardson-Sellers). El 21 de febrero de 2018 se dio a conocer que Violett Beane aparecería interpretando a Jesse Wells/Jesse Quick.
Luego de haber aparecido como invitado, el 19 de enero de 2018, se anunció que Keiynan Lonsdale fue promovido al elenco principal.

#### Temporada 4
El 19 de marzo de 2018, se anunció que Matt Ryan sería promovido al elenco principal en la cuarta temporada en caso de la serie se renovara. El 3 de abril de 2018, se anunció que Jes Macallan había sido promovida al elenco principal. El 5 de junio de 2018, se anunció que Keiynan Lonsdale no seguiría siendo parte del elenco principal. El 22 de junio de 2018, se anunció que Courtney Ford fue promovida al elenco principal. El 21 de julio de 2018, se anunció que Ramona Young se unió al elenco principal, mientras que Tom Wilson aparecería de forma recurrente. El 2 de julio de 2018, se anunció que Adam Tsekhman, quien fue recurrente como Gary Green en la tercera temporada, regresaría para la cuarta temporada.
Maisie Richardson-Sellers, quien fue miembro del elenco principal interpretando Amaya Jiwe/Vixen en la segunda y tercera temporada, regresa como principal para la cuarta temporada, pero esta vez interpretando a un nuevo personaje llamado Charlie.

## Universo compartido
Originalmente, Sara Lance (Lotz) fue presentada durante la primera temporada de Arrow y creída muerta junto a Oliver Queen (Stephen Amell) durante el naufragio del Queen's Gambit. Reaparece durante la segunda temporada como una justiciera conocida como Canario negro y exmiembro de la Liga de Asesinos. Finalmente, durante la tercera temporada, Sara es asesinada por Thea Queen (Willa Holland) bajo la influencia de Malcolm Merlyn (John Barrowman) y revivida por Laurel Lance (Cassidy) usando la fosa de Lázaro durante la cuarta temporada. Por otra parte, Ray Palmer (Routh) fue introducido en la tercera temporada de Arrow, el nuevo dueño de Queen Consolidated e interés amoroso de Felicity Smoak (Emily Bett Rickards), quien al haber perdido a su novia durante el asalto a Ciudad Starling dirigido por Slade Wilson (Manu Bennett), se ve inspirado por la Flecha para crear su propia cruzada para salvar la ciudad, construyendo un exoesqueleto conocido como A.T.O.M.
Leonard Snart (Miller), Mick Rory (Purcell) y Martin Stein (Garber) fueron introducidos durante la primera temporada de The Flash. Snart es un ladrón de clase mundial que cada seis meses aparece en Ciudad Central para cometer un atraco y finalmente se vuelve uno de los enemigos más fuertes de Flash, llegando incluso a descubrir su verdadera identidad; mientras Rory es presentado como un criminal piromaníaco y cómplice de Snart; y Stein como un profesor de física y la otra mitad de Firestorm. Adicionalmente, Kendra Saunders (Renée) debutó en el final de temporada de The Flash, participando de forma recurrente durante la primera mitad de la segunda temporada.
Finalmente, Jefferson Jackson (Franz Drameh) debutó durante un episodio de la segunda temporada de The Flash como un mecánico de autos que es compatible con el profesor Stein para fusionarse como Firestorm, después de la muerte de Ronnie Raymond (Robbie Amell), mientras que Carter Hall (Hentschel), Vandal Savage (Crump) y el doctor Boardman (James) serían introducidos en el crossover del otoño de 2015 entre Arrow y The Flash, mismo que se centra en la larga lucha entre los Halcones y Savage y sienta las bases para Legends of Tomorrow.